# Benton (Iowa)
Pour les articles homonymes, voir Benton.
Ne doit pas être confondu avec Comté de Benton (Iowa).
Benton est une ville du comté de Ringgold, en Iowa, aux États-Unis. Elle est incorporée le 3 juillet 1900.

## Source de la traduction
- (en) Cet article est partiellement ou en totalité issu de l’article de Wikipédia en anglais intitulé « Benton, Iowa » (voir la liste des auteurs).